# Solenopsis avia
Solenopsis avia är en myrart som först beskrevs av Bernard 1978.  Solenopsis avia ingår i släktet eldmyror, och familjen myror. Inga underarter finns listade i Catalogue of Life.